# Южно индианско езеро
Южното индианско езеро (на английски: Southern Indian Lake) е 4-то по големина езеро в провинция Манитоба.
Площта му, заедно с островите в него е 2247 км2, която му отрежда 22-ро място сред езерата на Канада. Площта само на водното огледало без островите е 2015 км2. Надморската височина на водата е 254 м.
Езерото се намира в северната част на провинцията, на 255 км югозападно от Хъдсъновия залив. Езерото Съдърн Индиан Лейк има дължина от югозапад на североизток 146 км. Средна дълбочина 9,8 м, а максимална – 30 м. От октомври до юни е покрито с дебела редена кора. Обемът му е 23,4 км3, а годишното колебание на водното равнище е от порядъка на ± 0,9 м.
Езерото има изключително силно разчленена брегова линия с дължина от 3798 км, с множество заливи, канали, полуострови и острови (232 км2).
Площта на водосборния му басейн е 242 000 km2, като в езерото се вливат множество малки реки. През него от югозапад на североизток протича река Чърчил, вливаща се в югозападната част на Хъдсъновия залив.
Бреговете на езерото са слабо заселени, като има само едно малко селище на южното му крайбрежие – Съдърн Индиан Лейк.
На езика на местните индианци кри езерото се нарича missi sakahigan, което в превод означава „голямо езеро“. Съдърн Индиан Лейк е открито вероятно от трапери, служители на английската „Компания Хъдсънов залив“, търгуваща с ценни животински кожи в началото на XVIII в., но за първи път се появява на картата на Канада, издадена през 1814 г. от Питър Фидлър под това си име.
През 1975 г. в североизточната част на езерото, там където изтича река Чърчил са построени две преградни стени, които повишават нивото на езерото с 3 метра и увеличават площта и обемът му. Това довежда до разрушаване и размиване на част от бреговете му, в резултат на което се повишава мътността на водата, а от там и намаляване на рибните му запаси.